# Severnyj (Oblast' di Belgorod)
Severnyj è una cittadina della Russia europea sudoccidentale, situata nella oblast' di Belgorod; appartiene amministrativamente al rajon Belgorodskij.
Sorge nella parte meridionale della oblast', pochissimi chilometri a nord della città di Belgorod della quale costituisce un sobborgo.